# Survivor: Micronesia
Survivor: Micronésia - Fãs vs Favoritos foi a décima sexta temporada do reality show americano Survivor e apresenta alguns impetuosos fãs do programa competindo contra participantes de temporadas anteriores, os denominados favoritos. Esta foi a terceira temporada a trazer de volta à competição participantes que já haviam jogado previamente sendo precedida por Survivor: All-Stars, onde todo o elenco foi composto por ex-participantes e Survivor: Guatemala, onde dois competidores de Survivor: Palau voltaram para uma segunda chance.
As seleções para o programa começaram em 7 de julho de 2007 e aproximadamente 800 pessoas foram selecionadas, em vários estados americanos, para uma entrevista pela rede de TV CBS. Do total inicial de 800, cerca de 48 semi-finalistas foram selecionados para irem a Los Angeles em abril de 2007. Destes, 10 finalistas foram selecionados para participarem da temporada que foi gravada entre outubro e dezembro de 2007. Os vinte participantes da temporada foram revelados em 3 de janeiro de 2008 pela revista americana Entertainment Weekly. O apresentador Jeff Probst revelou uma lista com 20 nomes de favoritos que foram cogitados em participar da temporada e quais foram os 10 que não foram escalados para o elenco. Shane Powers (Survivor: Panama), Yul Kwon (Survivor: Cook Islands), Tom Westman (Survivor: Palau) e Courtney Yates (Survivor: China) foram considerados para compor o elenco desta temporada; Probst confirmou, posteriormente, que Westman e Yates recusaram o convite. A vencedora de Survivor: Pearl Islands, Sandra Diaz-Twine, que anteriormente havia recusado o convite de participar de Survivor: All Stars, desta vez era uma das cogitadas para compor a tribo dos favoritos, mas foi cortada no último minuto. Os participantes foram divididos em duas tribos, uma composta apenas de fãs e outras apenas de favoritos chamadas, respectivamente, de Airai e Malakal. Os nomes das tribos iniciais foram inspiradas em localizações de Palau.
A temporada foi filmada em Palau, marcando a segunda vez que Survivor foi filmado neste país sendo a primeira vez em 2005. Os locais de filmagem para esta temporada foram os mesmos utilizados em Survivor: Palau (Airai viviam no antigo acampamento Koror e Malakal viviam no acampamento Ulong anterior). A Ilha do Exílio regressou nesta temporada depois de estar ausente em Survivor: China, mas com um novo diferencial, dois competidores, um de cada tribo, são enviados para a Ilha do Exílio onde devem competir para encontrar um único Ídolo de Imunidade Escondido.
Pela primeira vez desde Survivor: Panama, o Conselho Tribal Final apresentou uma final com dois participantes ao invés de uma final tripla. Na final, Parvati Shallow venceu Amanda Kimmel por uma votação de 5-3 votos. Durante a reunião de Survivor: Micronesia em Hollywood, James Clement ganhou, pela segunda vez (a primeira foi por Survivor: China), um prêmio de cem mil dólares por ter sido votado pelo público como o jogador mais popular desta temporada, derrotando os favoritos Amanda Kimmel e Oscar "Ozzy" Lusth.
Em 2010, Parvati Shallow, Cirie Fields, James Clement e Amanda Kimmel retornam para uma nova chance na temporada Survivor: Heroes vs. Villains.

## Participantes
- Alexis Jones - 24 anos - Los Angeles, Califórnia
- Amanda Kimmel - 23 anos - Los Angeles, Califórnia
- Ami Cusack - 34 anos - Golden, Colorado
- Chet Welch - 48 anos - Ford City, Pennsylvania
- Cirie Fields - 37 anos - Norwalk, Connecticut
- Eliza Orlins - 25 anos - Nova Iorque, Nova Iorque
- Erik Reichenbach - 22 anos - Pinckney, Michigan
- James Clement - 30 anos - Lafayette, Louisiana
- Jason Siska - 22 anos - Fox River Grove, Illinois
- Joel Anderson - 32 anos - Avondale, Arizona
- Jon "Jonny Fairplay" Dalton - 33 anos - Danville, Virginia
- Jonathan Penner - 45 anos - Los Angeles, Califórnia
- Kathleen "Kathy" Sleckman - 45 anos - Glen Ellyn, Illinois
- Mary Sartain - 29 anos - Emeryville, Califórnia
- Michael "Mikey B" Bortone - 34 anos - Los Angeles, Califórnia
- Natalie Bolton - 32 anos - Los Angeles, Califórnia
- Oscar "Ozzy" Lusth - 26 anos - Venice, Califórnia
- Parvati Shallow - 25 anos - Los Angeles, Califórnia
- Tracy Hughes-Wolf - 43 anos - Fredericksburg, Virginia
- Yau-Man Chan - 55 anos - Martinez, Califórnia

## Progresso dos Participantes
| Participante                                        | Tribo original | Tribo misturada | Tribo pós-fusão | Resultado                                        | Total de votos |
| --------------------------------------------------- | -------------- | --------------- | --------------- | ------------------------------------------------ | -------------- |
| Jon "Jonny Fairplay" Dalton Survivor: Pearl Islands | Malakal        |                 |                 | 1º eliminado Dia 3                               | 9              |
| Mary Sartain                                        | Airai          |                 |                 | 2ª eliminada Dia 6                               | 6              |
| Yau-Man Chan Survivor: Fiji                         | Malakal        |                 |                 | 3º eliminado Dia 8                               | 6              |
| Michael "Mikey B" Bortone                           | Airai          |                 |                 | 4º eliminado Dia 11                              | 6              |
| Joel Anderson                                       | Airai          | Malakal         |                 | 5º eliminado Dia 14                              | 6              |
| Jonathan Penner Survivor: Cook Islands              | Malakal        | Airai           |                 | Removido Devido a lesão Dia 15                   | 0              |
| Chet Welch                                          | Airai          | Malakal         |                 | 6ª eliminado Dia 17                              | 12             |
| Kathleen "Kathy" Sleckman                           | Airai          | Airai           |                 | Desistente Dia 19                                | 0              |
| Tracy Hughes-Wolf                                   | Airai          | Malakal         |                 | 7ª eliminada Dia 20                              | 7              |
| Ami Cusack Survivor: Vanuatu                        | Malakal        | Malakal         |                 | 8ª eliminada Dia 21                              | 4              |
| Eliza Orlins Survivor: Vanuatu                      | Malakal        | Airai           | Dabu            | 9ª eliminada 1º membro do júri Dia 24            | 8              |
| Oscar "Ozzy" Lusth Survivor: Cook Islands           | Malakal        | Malakal         | Dabu            | 10º eliminado 2º membro do júri Dia 27           | 9              |
| Jason Siska                                         | Airai          | Airai           | Dabu            | 11º eliminado 3º membro do júri Dia 30           | 8              |
| James Clement Survivor: China                       | Malakal        | Airai           | Dabu            | Removido Devido a lesão 4º membro do júri Dia 31 | 3              |
| Alexis Jones                                        | Airai          | Airai           | Dabu            | 12ª eliminada 5º membro do júri Dia 33           | 2              |
| Erik Reichenbach                                    | Airai          | Malakal         | Dabu            | 13º eliminado 6º membro do júri Dia 36           | 7              |
| Natalie Bolton                                      | Airai          | Airai           | Dabu            | 14ª eliminada 7ª membro do júri Dia 37           | 3              |
| Cirie Fields Survivor: Panama                       | Malakal        | Malakal         | Dabu            | 15ª eliminada 8º membro do júri Dia 38           | 3              |
| Amanda Kimmel Survivor: China                       | Malakal        | Malakal         | Dabu            | 2ª colocada                                      | 01             |
| Parvati Shallow Survivor: Cook Islands              | Malakal        | Airai           | Dabu            | Última Sobrevivente - "Sole Survivor"            | 4              |

O Total de Votos é o número de votos que o competidor recebeu durante os Conselhos Tribais onde ele era elegível para ser eliminado do jogo. Não inclui os votos recebidos durante o Conselho Tribal final

## O Jogo
| Título Original                                  | Desafios                  | Desafios        | Exilado      | Eliminado | Votos     | Colocação Final      |
| Título Original                                  | Recompensa                | Imunidade       | Exilado      | Eliminado | Votos     | Colocação Final      |
| ------------------------------------------------ | ------------------------- | --------------- | ------------ | --------- | --------- | -------------------- |
| "You Guys Are Dumber Than You Look"              | Não houve                 | Yau-Man2        | Ninguém4     | Não houve | Não houve | Dia 1                |
| "You Guys Are Dumber Than You Look"              | Não houve                 | Kathy2          | Ninguém4     | Não houve | Não houve | Dia 1                |
| "You Guys Are Dumber Than You Look"              | Airai3                    | Airai3          | Ninguém4     | Jon       | 9-1       | 1º Eliminado Dia 3   |
| "The Sounds of Jungle Love"                      | Malakal3                  | Malakal3        | Kathy        | Mary      | 6-2-2     | 2º Eliminado Dia 6   |
| "The Sounds of Jungle Love"                      | Malakal3                  | Malakal3        | Cirie        | Mary      | 6-2-2     | 2º Eliminado Dia 6   |
| "I Should Be Carried on the Chariot-Type Thing!" | Malakal                   | Airai           | Kathy        | Yau-Man   | 6-2-1     | 3º Eliminado Dia 8   |
| "I Should Be Carried on the Chariot-Type Thing!" | Malakal                   | Airai           | Ami          | Yau-Man   | 6-2-1     | 3º Eliminado Dia 8   |
| "That's Baked, Barbecued and Fried!"             | Malakal                   | Malakal         | Kathy        | Mikey B.  | 6-3       | 4º Eliminado Dia 11  |
| "That's Baked, Barbecued and Fried!"             | Malakal                   | Malakal         | Ozzy         | Mikey B.  | 6-3       | 4º Eliminado Dia 11  |
| "He's a Ball of Goo!"                            | Airai                     | Airai           | Ninguém5     | Joel      | 6-2       | 5º Eliminado Dia 14  |
| "It Hit Everyone Pretty Hard"                    | Airai                     | Airai           | Chet         | Jonathan  | Sem Votos | Evacuado Dia 15      |
| "It Hit Everyone Pretty Hard"                    | Airai                     | Airai           | Jason        | Chet      | 5-2       | 6º Eliminado Dia 17  |
| "Like a Wide-Eyed Kid in the Candy Store"        | Malakal                   | Airai           | Jason        | Kathy     | Sem Votos | Desistiu Dia 19      |
| "Like a Wide-Eyed Kid in the Candy Store"        | Malakal                   | Airai           | Tracy        | Tracy     | 5-1       | 7º Eliminado Dia 20  |
| "A Lost Puppy Dog"                               | Airai3                    | Airai3          | Alexis       | Ami       | 4-1       | 8º Eliminado Dia 21  |
| "A Lost Puppy Dog"                               | Airai3                    | Airai3          | Ozzy         | Ami       | 4-1       | 8º Eliminado Dia 21  |
| "I'm in Such a Hot Pickle!"                      | Não Houve6                | Jason           | Ninguém6     | Eliza     | 8-2       | 9º Eliminado Dia 24  |
| "I Promise..."                                   | Amanda, Erik, Jason, Ozzy | Parvati         | Cirie        | Ozzy      | 5-4       | 10º Eliminado Dia 27 |
| "I'm Ruthless... and Have a Smile on My Face"    | Leilão Survivor           | Erik            | Jason7       | Jason     | 4-3-1     | 11º Eliminado Dia 30 |
| "I'm Gonna Fix Her!"                             | Alexis [Cirie, Natalie]   | Erik            | Amanda       | James     | Sem Votos | Evacuado Dia 31      |
| "I'm Gonna Fix Her!"                             | Alexis [Cirie, Natalie]   | Erik            | Amanda       | Alexis    | 2-08      | 12º Eliminado Dia 33 |
| "If It Smells Like a Rat, Give It Cheese"        | Erik [Amanda]             | Erik (Natalie)9 | Parvati      | Erik      | 4-1       | 13º Eliminado Dia 36 |
| "Stir the Pot!"                                  | Ninguém                   | Amanda          | Ninguém      | Natalie   | 3-1       | 14º Eliminado Dia 37 |
| "Stir the Pot!"                                  | Ninguém                   | Amanda          | Ninguém      | Cirie     | 1-0       | 15º Eliminado Dia 38 |
| "The Reunion"                                    | Voto do Júri              | Voto do Júri    | Voto do Júri | Amanda    | 5-3       | 2º Colocado          |
| "The Reunion"                                    | Voto do Júri              | Voto do Júri    | Voto do Júri | Parvati   | 5-3       | Única Sobrevivente   |

No caso de mais de uma tribo ou competidor vencer a recompensa ou imunidade, estes serão listados na ordem de conclusão da prova ou alfabeticamente quando a vitória for em grupo. Nas situações onde um competidor venceu e convidou outros para desfrutarem do seu prêmio, estes estão listados entre chaves.
↑3  Prova combinada de Recompensa e Imunidade.
↑4  Ninguém foi enviado para a Ilha do Exílio, pois esta ainda não havia sido iniciada na competição.
↑5  Ninguém foi enviado para a Ilha do Exílio devido a mistura das tribos.
↑6  Devido a fusão das tribos não houve Prova de Recompensa e ninguém foi enviado à Ilha do Exílio.
↑7  No Leilão Survivor, Natalie comprou o direito de enviar alguém para a Ilha do Exílio e ficar com todo o dinheiro desta pessoa. Ela escolheu Jason.
↑8  Amanda usou o Ídolo de Imunidade Escondido, e os quatro votos contra ela não foram contados. Alexis, que teve dois votos contra, foi eliminada.

## Episódios
| 01 | You Guys Are Dumber Than You Look (Vocês São Mais Burros do que Parecem)                               | Jonny Fairplay            | 13,87 | 7 de fevereiro de 2008  |
| Prova de Imunidade Individual: Os competidores devem cruzar, nadando/correndo o oceano até uma ilha próxima a que eles se encontram onde devem procurar por dois Ídolos de Imunidade Escondidos, um para cada tribo. Os ídolos estão presos aos barcos de cada uma das tribos, que se encontram ancorados na praia aonde eles chegam. O primeiro fã e o primeiro favorito que encontrar o ídolo por sua tribo garante imunidade individual no primeiro Conselho Tribal que sua tribo participar. - Vencedores da Imunidade: Airai → Kathy Malakal → Yau-Man Prova de Recompensa/Imunidade: Na prova Reinventing the Wheel as tribos devem montar quatro quebra-cabeças que formam quatro rodas, estas por sua vez devem ser encaixadas em um carro de madeira. Com as rodas em seus devidos lugares os competidores devem puxar/empurrar seu carro através de uma série de cercas de madeira. Ao chegarem a uma caixa de areia, os competidores devem cavar a procura de um pacote com tábuas, essas tábuas devem ser usadas para preencher os vãos que existem na ponte que eles devem cruzar para chegar à próxima etapa do desafio. Após cruzarem a ponte, as rodas devem ser removidas e as peças que as formaram devem ser rearranjadas para completar uma catraca giratória. Com a catraca completa eles conseguem erguer uma tocha com fogo que queimará uma plataforma, a primeira tribo que completar toda a prova ganha imunidade. - Recompensa: Imunidade tribal e pederneira - Tribo Vencedora: Airai Sob uma chuva torrencial, os dez fãs chegam à ilha sem saber que enfrentarão competidores de temporadas anteriores e ficam chocados quando Jeff os apresenta aos favoritos. Após as apresentações Jeff aponta para uma ilha próxima onde estão os barcos e mapas que as tribos devem usar para chegar aos seus respectivos acampamentos e anuncia que para chegarem até lá devem correr ou nadar através de um oceano raso e acrescenta que nesta ilha existem dois Ídolos de Imunidade Escondido, uma para cada tribo e o primeiro competidor que encontrar o de sua respectiva tribo garante imunidade no primeiro Conselho Tribal que sua tribo for enviada. Jonny Fairplay foi o primeiro competidor a encontrar os ídolos, mas agarrou o ídolo da equipe adversária. Yau-Man percebeu o erro e correu na frente de Jonny e na colisão de ambos, Yau-Man conseguiu pegar o ídolo certo. Pelos fãs, Kathy conseguiu o ídolo após Yau-Man contar a ela onde este estava. Em Malakal, duas alianças rapidamente foram formadas entre os favoritos: uma entre Ami, Eliza, Jonathan e Yau-Man e outra formada pelos casais: James e Parvati e Amanda e Ozzy. Ambas as alianças tentaram recrutar Fairplay que passou a jogar nos dois grupos. Em uma prova combinada de recompensa e imunidade, os fãs desde o início do desafio assumiram a liderança e venceram. Depois da prova, Jonny contou para sua tribo que sua mente não estava realmente focada no jogo por causa da sua namorada que estava grávida em casa. Os demais favoritos ficaram inseguros com esta história de Fairplay e não estavam certos se ele estava realmente sendo verdadeiro ou era outro de suas jogadas sujas. No Conselho Tribal Jonny foi unanimemente eliminado com 9-1 votos. Após o Conselho Tribal lhes foi entregue uma pederneira, todavia Yau-Man já havia conseguido fazer fogo usando água e seus óculos. | |                           |       |                         |
| 02 | The Sounds of Jungle Love                                                                              | Mary                      | 13,12 | 14 de fevereiro de 2008 |
| Prova de Recompensa/Imunidade: Para o desafio Smash and Grab cinco competidores são escolhidos para nadar, um por vez, oceano a dentro até uma plataforma. Eles devem subir na plataforma, pegar um bastão e saltar da plataforma tentando golpear uma placa de azulejo suspensa no ar; ao quebrar o azulejo uma chave é liberada. O competidor deve recuperar sua chave no oceano e nadar de volta até à praia para que o próximo membro da tribo possa ir e repetir o processo. Quando a tribo conseguir as cinco chaves, outro competidor deve usar as chaves para abrir uma caixa selada contendo peças de um quebra-cabeça na forma do mapa da Micronésia. De posse das peças, outros três competidores remanescentes da tribo devem montá-lo. A primeira tribo que conseguir completar corretamente todo o quebra-cabeça ganha o desafio. - Recompensa: Imunidade tribal, equipamento de pesca e um barco de pesca - Tribo Vencedora: Malakal Discórdia e estranhezas surgiram entre os membros de Airai enquanto estes tentavam começar fogo e construir um abrigo. Chet, Kathy e Tracy sentiram-se excluídos pelos mais novos e irritaram-se com eles quando estes não se concentraram em construir um abrigo decente, por isso o trio se ocupou em construir um abrigo para eles próprios enquanto o restante do grupo construía outro. Em Malakal, os casais Amanda/Ozzy e James/Parvati se aproximavam cada vez mais. Em uma prova combinada de recompensa e imunidade, Malakal venceu facilmente depois de Chet se atrapalhar para entregar sua chave. Antes do desafio começar, Jeff anunciou a volta da Ilha do Exílio e disse que nesta temporada haveria uma alteração que só seria revelada após o término da prova. Com a vitória de Malakal na prova, eles puderam escolher um fã para ser enviado para o Exílio. Kathy foi a escolhida. Após a escolha Jeff comunicou a alteração: a tribo vencedora deveria escolher, também, alguém de sua própria tribo para ser enviado à Ilha do Exílio. Cirie se voluntariou para ir. Kathy e Cirie descobriram uma série de quatro pistas na Ilha do Exílio que exigiu que elas cruzassem o oceano várias vezes entre duas ilhas, mas apesar do sucesso em encontrar as pistas, não conseguiram localizar o Ídolo de Imunidade Escondido. Devido ao fraco desempenho de Chet na última prova, Mikey B queria que ele fosse eliminado. Mikey B sugeriu um plano onde os sete votos de sua aliança seriam divididos entre Chet e Tracy para se protegerem contra um potencial Ídolo de Imunidade. Joel não gostou do modo como Mikey B estava tentando controlar os votos e combinou com Erik, Alexis, Natalie, Chet, Tracy e Kathy para destruírem a aliança existente entre Mikey B e Mary. O plano de Joel foi posto em prática, todavia ele alterou seu voto para Tracy no Conselho Tribal e Mary foi enganada e eliminada com 6-2-2 votos. | |                           |       |                         |
| 03 | I Should Be Carried on the Chariot-Type Thing! (Eu Deveria Ser Carregada Naquilo que Parece uma Biga)  | Yau-Man                   | 12,55 | 21 de fevereiro de 2008 |
| Prova de Recompensa: A prova Beach Bash se dá dentro de uma lagoa rasa e em uma arena similar a um campo de futebol americano, onde as tribos começam o desafio em lados opostos do campo de posse de três sacos. As tribos devem batalhar fisicamente entre si, tentando levar os cinco sacos, ao mesmo tempo, para uma área demarcada no final da arena. - Recompensa: Três itens escolhidos de um catálogo enviado à tribo - Tribo Vencedora: Malakal Prova de Imunidade: Dois homens e duas mulheres de cada tribo devem segurar cordas que sustentam no ar uma grande rede no desafio Nut Bucket. Os demais competidores, um por vez, devem tentar arremessar cocos dentro da rede da tribo adversária, fazendo-a ganhar peso. A tribo que conseguir sustentar no ar sua rede por mais tempo ganha a imunidade. - - Tribo Vencedora: Airai Mikey B confrontou Joel sobre terem eliminado Mary no último Conselho Tribal. Em Malakal, a aliança de Amanda, Ozzy, Parvati e James tentou fazer com que Eliza mudasse de lado. Cirie pensava sobre suas possibilidades de jogo e em qual aliança ela deveria acreditar e se unir. Para a Prova de Recompensa, as tribos se maquiaram com pintura de guerra e tiveram uma difícil batalha física sob chuva competindo por itens escolhidos por eles mesmos de um catálogo. Malakal venceu o desafio e levou para seu acampamento os itens escolhidos. Kathy foi enviada pela segunda vez seguida para a Ilha do Exílio, desta vez, acompanhada por Ami. Cirie formou uma aliança com Amanda e Parvati para elas seguirem juntas até os três finalistas da competição. Na Ilha do Exílio, Ami tentou seguir as pistas sem a ajuda de Kathy, que fingiu desistir de desvendar as pistas cujas localizações apontadas ela já conhecia de sua estada anterior ali. A Prova de Imunidade foi vencida por Airai depois que Cirie, James, Jonathan e Parvati foram sobrepujados por Erik, Joel, Natalie e Tracy. Em Malakal, um voto flutuante entre as duas alianças surgiu, com Cirie podendo jogar em qualquer lado. A aliança de James, Ozzy, Parvati e Amanda queria eliminar Eliza, todavia Cirie decidiu que votaria em Yau-Man temendo que ele pudesse encontrar facilmente um Ídolo de Imunidade Escondido e seu desejo foi seguido pela maioria ocasionando a eliminação de Yau-Man por 6-2-1 votos. | |                           |       |                         |
| 04 | That's Baked, Barbecued and Fried! (Isso é Cozido, Assado e Frito!)                                    | Mikey B.                  | 12,47 | 28 de fevereiro de 2008 |
| Prova de Recompensa: Quatro membros de cada tribo devem nadar até uma plataforma flutuante no meio do oceano na primeira etapa da prova Diver Down. Um por vez, um competidor deve mergulhar até uma gaiola de metal submersa de 9 metros de comprimento e recuperar dez cocos com letras gravadas neles e nas cores de sua tribo. Os cocos devem ser recuperados um por vez e colocados em uma caixa flutuante, com todos os dez cocos recuperados a caixa deve ser transportada até a praia onde os quatro membros remanescentes da tribo devem rearranjá-los para formar uma palavra. A primeira tribo que conseguir formar a palavra correta ganha a recompensa. - Recompensa: Três galinhas e um galo acompanhados com ração para alimentá-los - Tribo Vencedora: Malakal Prova de Imunidade: Seis membros de cada tribo devem correr até um cubo de roda deslizante com seis pontas e amarrarem-se em cada uma das pontas para começarem o desafio Crosswalk. Um molho de chaves deve ser passado entre eles e cada um deve encontrar a chave certa para destrancar o seu cadeado liberando o cubo. Uma vez destrancados, o dispositivo ao qual estão presos deve ser manobrado por um percurso no meio da floresta enquanto pegam colares nas cores da tribo que estão presos em árvores. Os dois competidores remanescentes de cada tribo devem usar os colares como chaves em uma roda decodificadora para decifrar uma frase composta de três palavras. A primeira tribo que desvendar a sentença correta ganha imunidade. - - Tribo Vencedora: Malakal Em Airai, a pouca ajuda de Chet nas atividades do acampamento tem irritado seus companheiros de tribo. No acampamento Malakal, Eliza tem se sentido doente e James criticou a decisão de sua aliança em eliminar Yau-Man ao invés de Eliza, que ele achava ser o elo mais fraco do grupo. Malakal ganhou a Prova de Recompensa depois que a estratégia de Ozzy em apenas trazer os cocos para frente da gaiola de metal tornando-os mais fáceis de serem recuperados pelos seus companheiros de tribo deu certo. Kathy foi enviada para a Ilha do Exílio pela terceira vez consecutiva, desta vez com a companhia de Ozzy. No Exílio, uma Kathy desmotivada não quis procurar pelo Ídolo de Imunidade Escondido, então Ozzy seguiu sozinho as pistas, alegando para Kathy que estava procurando por comida. Ozzy conseguiu localizar o Ídolo de Imunidade Escondido e manteve o fato em segredo de Kathy. Imitando a estratégia de Yau-Man em Survivor: Fiji, Ozzy confeccionou um falso ídolo e o colocou no lugar onde o verdadeiro estava. Tentando se manter por mais tempo no jogo, Eliza conversou com Parvati sobre eliminarem Jonathan, mas foram surpreendidas por Jonathan. Na Prova de Imunidade, Airai perdeu seu segundo desafio consecutivo com uma grande diferença em relação à Malakal. Mikey B confiando em Joel planejava eliminar Chet, o membro mais fraco da tribo de fãs. Mas Tracy aproximou-se de Joel tentando convencê-lo a votar com sua aliança com Chet e Kathy e eliminarem Mikey B. No Conselho Tribal o plano de Tracy deu certo e Mikey B foi eliminado por 6-3 votos. | |                           |       |                         |
| 05 | He's a Ball of Goo!                                                                                    | Joel                      | 12,6  | 6 de março de 2008      |
| Prova de Recompensa: As tribos são divididas em duplas, onde os membros da dupla são amarrados um ao outro por uma corda. Em cada rodada, uma dupla de cada tribo começa em lados opostos de um percurso de obstáculos no meio da floresta. A dupla de uma tribo deve perseguir a dupla da outra tentando rouba uma bandeira atada às costas dos integrantes da dupla perseguida. Cada rodada dura um minuto, se neste tempo a dupla de perseguidores conseguir rouba a bandeira marca um ponto para sua tribo, se neste tempo a dupla de perseguidos conseguir fugir impedindo que sua bandeira seja roubada ponta para sua tribo. A primeira tribo com três pontos ganha o desafio. - Recompensa: Ingredientes para um churrasco: salsichas, filés, vegetais, temperos e vinho - Tribo Vencedora: Airai Prova de Imunidade: Quatro membros de cada tribo devem se alternar arremessando pedras contra placas de cerâmica suspensas. Quando a placa é completamente quebrada, uma série de peças de quebra-cabeça é liberada. De posse de todas as peças, três membros da tribo, sob o comando de um orientador, sentado sobre uma plataforma elevada, devem montar o quebra-cabeça baseado em um código de cores. A primeira tribo que concluir seu quebra-cabeça corretamente ganha imunidade. - - Tribo Vencedora: Airai Em Malakal, Ozzy contou para Amanda, James e Parvati que encontrou o Ídolo de Imunidade Escondido. Antes da Prova de Recompensa começar, Jeff anunciou uma mistura de tribos e duas novas tribos foram compostas. A nova Airai foi composta por Alexis, Eliza, James, Jason, Jonathan, Kathy, Natalie e Parvati; enquanto Amanda, Ami, Chet, Cirie, Erik, Joel, Ozzy e Tracy formaram a nova Malakal. Airai venceu a dolorosa Prova de Recompensa com Parvati terminando com um lábio inchado, Ami com um tornozelo torcido, Jonathan com um ferimento no joelho e Chet com uma forte pancada na cabeça. Jeff anunciou que devido a mudança de tribos ninguém seria enviado para a Ilha do Exílio. Após o término da prova e de volta ao acampamento Airai, o ferimento no joelho de Jonathan necessitou de atendimento por parte da equipe médica do programa. No dia 14, os favoritos da tribo Airai mudaram e consertaram o acampamento, construindo um novo abrigo mais protegido praia adentro. Na disputa por Imunidade Tribal, Airai ficou em grande desvantagem durante a primeira etapa do desafio que consistia em arremessar pedras tentando quebrar azulejos mas, conseguiram se recuperar e na etapa seguinte montaram seu quebra-cabeça rapidamente sobrepujando Malakal. Joel e Erik se aproximaram dos favoritos de Malakal para votarem juntos nos membros que eles consideravam serem os mais fracos do grupo: Chet, Cirie e Tracy. Cirie conversou com Amanda e Ozzy alegando que seria melhor eliminarem Joel ao invés de Chet já que após a fusão tribal, Joel seria o maior problema para eles. Cirie também expressou seu desconforto em eliminarem os membros mais fracos da tribo, já que ela poderia ser eliminada logo após a saída de Chet. O argumento de Cirie convenceu os favoritos e Joel foi eliminado com 6-2 votos. | |                           |       |                         |
| 06 | It Hit Everyone Pretty Hard                                                                            | Jonathan (removido) Chet  | 13,06 | 13 de março de 2008     |
| Prova de Recompensa: As tribos devem nadar para coletar pacotes com tábuas, madeira e cordas. De posse destes materiais eles têm dez minutes para construir, com esses itens, uma barricada no túnel da tribo adversária. Acabados os dez minutos, a tribo deve correr para destruir o bloqueio construído pela tribo adversária em seu túnel de modo a permitir que todos os seus membros cruzem o túnel e cheguem ao outro lado. A primeira tribo com todos os integrantes do outro lado do túnel ganha a prova. - Recompensa: Uma visita de dois nativos micronésios que demonstrarão como melhorar o acampamento da tribo, caçar caranguejos e pescar. - Tribo Vencedora: Airai Prova de Imunidade: As tribos devem usar dois pilares de madeira para transportar dois membros de sua tribo, um por vez, de uma plataforma a outra dentro do oceano. Após transporem os membros para a segunda plataforma, todos os sete integrantes da tribo devem nadar para uma plataforma menor ainda. Para ganharem a imunidade, todos os competidores devem subir na plataforma e manterem seus pés sobre ou acima da pequena plataforma. A primeira tribo que conseguir isso ganha a imunidade. - - Tribo Vencedora: Airai Em Malakal, Tracy começou a repensar sobre sua decisão em ajudar os Favoritos a eliminar Joel. Airai venceu a Prova de Recompensa e escolheu Chet para ser enviado para a Ilha do Exílio ao lado de Jason. Depois desta prova Jeff comunicou que a equipe médica do programa queria examinar o joelho ferido de Jonathan. Após avaliação a equipe médica recomendou que Jonathan fosse evacuado e levado a um hospital para tratar a grave infecção no seu ferimento. Jonathan aceitou a recomendação e deixou a competição no dia 15. Dois nativos locais, Edwin e Joe, que já haviam feito uma aparição anteriormente em Survivor: Palau visitaram o acampamento Airai e trouxeram aos vencedores da prova de recompensa linha de pesca, um facão extra, duas facas, linha de pesca, vegetais, frutas e ensinaram aos competidores como pescar e caçar caranguejos. Em Malakal, Ami se aproximou de Tracy e Erik tentando formar uma aliança com os Fãs depois que passou a não confiar mais em Cirie. Na Ilha do Exílio, Jason encontrou o falso Ídolo de Imunidade Escondido deixado por Ozzy. Airai continuou sua sequência de vitórias ao vencer, também, a Prova de Imunidade usando uma estratégia diferenciada carregando Eliza e Parvati em um único pilar, ao invés de usarem os dois intercalados. Após a derrota de sua tribo no desafio por imunidade, Chet pediu a sua tribo que o eliminassem, pois ele não agüentava mais fisicamente e tinha um pé ferido. Erik e Tracy tentaram convencer Chet a ficar e os ajudar a eliminarem Ozzy, mas no Conselho Tribal a tribo honrou o desejo de Chet e ele foi eliminado com 5-2 votos. | |                           |       |                         |
| 07 | Like a Wide-Eyed Kid in the Candy Store (Parece uma Criança de Olhos Arregalados em uma Loja de Doces) | Kathy (desistência) Tracy | 11,34 | 19 de março de 2008     |
| Prova de Recompensa: Quatro membros de cada tribo devem, vendados, empurrar uma grande pedra de dinheiro micronésia através da floresta sendo guiados verbalmente por outros dois membros da sua tribo. Ao longo do percurso, eles devem esmagar, usando a grande pedra de dinheiro, quatro placas de azulejo para liberarem pequenas pedras de dinheiro. No final, três membros de cada tribo, devem usar as pequenas pedras de dinheiro para resolver um quebra-cabeça de engrenagens rotativas. A tribo que resolver primeiro seu quebra-cabeça ganha recompensa. - Recompensa: Uma viagem até uma cachoeira local onde desfrutarão um lanche e um chuveiro. - Tribo Vencedora: Malakal Prova de Imunidade: Um membro de cada tribo deve cruzar uma ponte flutuante levando consigo o extremo de uma corda. Ao chegarem ao final da ponte flutuante devem engatar a corda a um pesado pacote contendo peças de quebra-cabeça e manter-se segurando a este grande e pesado pacote. O restante da tribo, que permanece na praia, deve girar a manivela, recolhendo a corda e no processo trazer até a praia o pacote de peças e o competidor que cruzou a ponte flutuante. Cinco pacotes, por cada tribo, devem ser recolhidos desta maneira. De posse dos cinco pacotes, dois membros de cada tribo começam a trabalhar na resolução do quebra-cabeça. A primeiro tribo que completá-lo corretamente ganha imunidade. - - Tribo Vencedora: Airai Em Malakal, a liderança e arrogância de Ozzy durante uma saída com os competidores para pescar irritou as mulheres da tribo. A sequência de vitórias de Airai foi interrompida quando Malakal venceu a Prova de Recompensa. Jason foi escolhido para ir ao Exílio, ao lado de Tracy que não pode desfrutar a ida ao spa com o restante de Malakal. No dia 18, a chuva constante, as precárias condições do acampamento e o sentimento de ter abandonado a família pesaram muito sobre Kathy que decidiu desistir do jogo na manhã seguinte. Jeff chegou ao acampamento e levou Kathy embora como era sua vontade. Na Prova de Imunidade, Ozzy e Erik deram a Malakal uma grande liderança durante a primeira metade do desafio, mas Eliza e Jason foram rápidos na montagem do quebra-cabeça e viraram o jogo conquistando a terceira imunidade tribal seguida para Airai. Ami, em Malakal, arquitetou um complexo plano na tentativa de enganar e eliminar Ozzy no Conselho Tribal iminente: Ami convenceria Amanda e Cirie a votarem em Erik alegando que ela e Tracy votariam junto com elas. Entretanto, Ami e Tracy, ao lado de Erik, votariam em Ozzy e Ozzy votaria em Tracy pensando que todos votariam nela, ocasionando sua eliminação por 3-2-1 votos. No Conselho Tribal, o complexo plano de Ami não deu certo com Amanda e Cirie não querendo contrariar Ozzy votando em Erik. A votação seguiu novamente a tendência de Fãs contra Favoritos e Erik se uniu aos Favoritos eliminando Tracy com 5-1 votos. | |                           |       |                         |
| 08 | A Lost Puppy Dog (Um Cachorrinho Perdido)                                                              | Ami                       | 12,84 | 3 de abril de 2008      |
| Prova de Recompensa/Imunidade: Um membro de cada tribo, por vez, deve cruzar um percurso de obstáculos suspenso por cordas, no percurso eles devem cruzar barris rotatórios, trave de equilíbrio, ponte flutuante e uma rede para uma bandeira. Enquanto cruzam o percurso a equipe adversária tenta derrubar o participante usando pesados sacos de areia presos a uma corda. Ao chegarem ao final do percurso devem pegar uma bandeira e retornar, pelo mesmo caminho, até a plataforma inicial, cada vez que retornarem com uma bandeira marca-se um ponto para sua tribo. A primeiro tribo com cinco bandeiras coletadas ganha o desafio. - Recompensa: Imunidade tribal e pizza e cerveja entregues no acampamento da tribo vencedora. - Tribo Vencedora: Airai Em Malakal, Ozzy ainda estava certo de que ela era o líder da tribo. Ami tentou assegurar a Ozzy de que tudo estava da maneira que ele pensava, mas Ozzy começou a desconfiar da lealdade de Ami. Em Airai, Parvati se aproximou de Natalie para formarem uma aliança com James e Alexis para garanti-los na fusão tribal iminente. Pouco tempo mais tarde, Parvati ofereceu a Natalie a opção de irem juntas até os quatro finalistas ao lado de Alexis e Amanda, o que Natalie prontamente concordou. Uma prova combinada de recompensa e imunidade foi realizada no dia 21 trouxe uma mudança na dinâmica do jogo onde as tribos tinham que escolher um membro da outra tribo para não participar da prova e ser enviado para a Ilha do Exílio de onde retornaria para o Conselho Tribal com imunidade individual somente para a próxima votação caso sua tribo fosse ao Conselho. Airai escolheu Ozzy e Malakal escolheu Alexis para não participarem do desafio. Airai venceu seu quarto desafio seguido por imunidade. No Exílio, Ozzy fingia não possuir o Ídolo de Imunidade Escondido e saiu seguindo as pistas juntamente com Alexis para descobrir se alguém havia pegado o Ídolo de Imunidade Escondido que ele havia plantado anteriormente. Depois da prova, Erik contou a Amanda e Cirie sobre o plano de Ami em seguir com os Fãs e deixar os Favoritos para trás. Ami tentou convencer Amanda e Cirie que estava totalmente aliada com os Favoritos. Assim que Ozzy voltou do Exílio, Erik contou a ele a mesma história que contou para Amanda e Cirie. Amanda e Cirie julgavam mais seguro manter Ami ao seu lado uma vez que já conheciam o jogo dela e, também, não confiavam em Erik, mas Ozzy se irritou com as jogadas anteriores de Ami tentando, ao lado dos Fãs, eliminá-lo. No Conselho Tribal, Ami, bastante emotiva tentou contrariar a história contada por Erik, mas suas investidas foram infrutíferas e ela foi eliminada com 4-1 votos. | |                           |       |                         |
| 09 | I'm in Such a Hot Pickle!                                                                              | Eliza                     | 11,68 | 10 de abril de 2008     |
| Prova de Recompensa: Não foi realizada devido a fusão das tribos. Prova de Imunidade: Os competidores são posicionados sob uma grade metal no meio do oceano. Com o passar do tempo, conforme a maré vai subindo, o espaço que o competidor tem para respirar é menor. O último competidor que permanecer sob a grade de metal ganha imunidade individual. - - Vencedor da Imunidade: Jason Eliza, ficou desapontada quando soube da eliminação de Ami e formou uma aliança com Jason que contou a ela que tinha encontrado o Ídolo de Imunidade Escondido, não sabendo que aquele era um Ídolo falso. No dia 22, Airai e Malakal se fundiram em uma única tribo e desfrutaram do tradicional banquete da fusão. As tribos decidiram viver, a partir de então, no antigo acampamento Malakal e a nova tribo passou a ser chamada Dabu, nome sugerido por Erik que contou a todos que essa era a palavra micronésia para bom, mas na realidade Erik inventou isso, pois queria que o nome da nova tribo fosse algo que soasse engraçado. Amanda não gostou da aproximação de Alexis com Ozzy e decidiu que queria que ela fosse eliminada o mais rápido possível. Parvati contou a Amanda sobre a aliança que ela construiu com Alexis e Natalie, mas Amanda ficou irritada com o fato de Parvati colocá-la em uma aliança sem seu consentimento. A primeira disputa por Imunidade Individual foi vencida por Jason e este após a prova entregou o falso Ídolo de Imunidade para Eliza, para porem em prática o plano elaborado por eles assim que todos da tribo deixaram claro que queriam que Eliza fosse embora. O plano consistia em ambos votarem em Ozzy, Eliza usaria o Ídolo de Imunidade negando todos os votos contra ela e Ozzy seria eliminado, todavia quando Jason mostrou o falso Ídolo para Eliza esta imediatamente o reconheceu como falso, denominando-o como “isso é apenas um graveto”. Sabendo de suas poucas chances de permanecer no jogo, Eliza esperava ao menos expor o Ídolo de Imunidade verdadeiro que estava de posse de Ozzy. No Conselho Tribal, depois que todos os competidores votaram e antes dos votos serem revelados, Eliza pôs seu plano em ação e usou o falso Ídolo de Imunidade. Depois que Jeff declarou que aquele era um Ídolo falso e arremessá-lo no fogo, Eliza disse perante todos que provavelmente o Ídolo verdadeiro estava com Ozzy e este imediatamente admitiu o fato. Na contagem de votos nenhuma surpresa e Eliza foi eliminada com 8-2 votos e se tornou o primeiro membro do júri. | |                           |       |                         |
| 10 | I Promise... (Eu Prometo...)                                                                           | Ozzy                      | 12,09 | 17 de abril de 2008     |
| Prova de Recompensa: Os competidores são divididos em duas equipes de quatro integrantes cada (escolhidos através do método de escolha alternado onde o capitão de uma equipe escolhe um dos participantes para integrar seu time e na sequencia o outro capitão escolhe outro e assim sucessivamente), por estarem em número ímpar de participantes a última pessoa que sobrar não disputa a recompensa e é enviada para Ilha do Exílio. Um por vez, um competidor de cada tribo de nadar até um túnel de redes dentro do oceano e cruzar os diferentes níveis dentro deste. Após sair do túnel deve nada uma pequena distância e chegar a uma plataforma flutuante com uma parede onde está pendurado um quadro com vários símbolos micronésios dispostos na forma de uma pirâmide. Após visualizar os símbolos, o competidor deve retornar ao ponto de partida na praia e tentar replicar a ordem que os símbolos estão dispostos no quadro do mar. Caso seja necessário novas visitas ao quadro gabarito, os competidores vão se alternando para realizar o percurso e voltar com novos símbolos. A primeira equipe que reposicionar corretamente todos os símbolos vence a recompensa. - Recompensa: Uma viagem de avião até um vilarejo em Yap onde desfrutam de um banquete, uma apresentação de dança tradicional e um pernoite em uma casa tradicional micronésia. - Vencedores da Recompensa: Erik, Jason, Ozzy e Amanda Prova de Imunidade:Os competidores devem subir em um tronco onde têm um dos braços, levantados sobre as cabeças. Amarrados a um tambor cheio de água no alto de uma plataforma. O competidor que permanecer o maior tempo sem virar seu tambor com água ganha imunidade. Durante o desafio, Jeff oferece comida aos competidores para, em troca eles desistirem da prova e da imunidade. - - Vencedor da Imunidade: Parvati No dia 25, a tribo fundida Dabu foi dividida em duas equipes para a realização da Prova de Recompensa. A equipe de Amanda, Erik, Jason e Ozzy venceu a disputa e pode desfrutar da recompensa. Durante a escolha das equipes, por terem número ímpar de competidores, Cirie não escolhida para nenhuma das duas equipes e foi enviada à Ilha do Exílio, onde passou uma noite fria planejando uma maneira de eliminar Ozzy. A decisão da Prova de Imunidade ficou entre Parvati e Jason após permanecerem por seis horas sobre seus troncos mantendo os braços elevados. Quando Jeff ofereceu a eles comida com a possibilidade de dividir com todos os membros da tribo que já tinham sido eliminados da prova, Jason disse que abriria mão da imunidade e daria comida para sua tribo se todos garantissem que não votariam nele no próximo Conselho Tribal. Após Parvati persuadir alguns de seus aliados a prometerem Jason abdicou da prova e Parvati conquistou Imunidade Individual. Quando retornaram ao acampamento, Amanda, James e Ozzy imediatamente queriam negar suas promessas a Jason e eliminá-lo. Cirie viu nisso uma ótima oportunidade de enganar Ozzy, a maior ameaça física da competição, e eliminá-lo juntamente com seu Ídolo de Imunidade Escondido. Cirie se aproximou de Alexis, Jason, Natalie e Parvati e expôs seu plano de tentar eliminar Ozzy. Os quatro concordaram com ela, e decidiram não contar para mais ninguém na esperança que todos acreditassem que Jason iria para casa. No Conselho Tribal, Ozzy pressentia que deveria usar o Ídolo de Imunidade Escondido, mas confiando em sua aliança, sequer havia trazido o amuleto para este Conselho Tribal. Na sequência, um furioso Ozzy foi enganado e eliminado com 5-4 votos, deixando Amanda, Erik, James e Eliza (agora membro do Júri) chocados. | |                           |       |                         |
| 11 | I'm Ruthless... and Have a Smile on My Face (Eu Sou Cruel...E Tenho um Sorriso no Meu Rosto)           | Jason                     | 12,98 | 24 de abril de 2008     |
| Leilão Survivor: O Leilão Survivor foi realizado em substituição à Prova de Recompensa. Os itens comprados foram: - Alexis: Nada - Parvati: Nada - James: Nada (ganhou, de graça, sopa de morcego de Natalie) - Jason: Nada (foi enviado à Ilha do Exílio por Natalie que, ainda, pegou todo seu dinheiro) - Amanda: Manteiga de amendoim e um sanduíche de geleia. - Cirie: Cachorro-quente com batatas fritas. - Erik: Polvo trocado por uma tigela de nachos e molho; lamber o resto de bolo de chocolate nos dedos de Cirie por 40 dólares - Natalie: Sopa de morcegos (dado, de graças, para James); uma nota em uma garrafa dizendo para enviar, imediatamente, alguém para Ilha do Exílio e pegar todo o dinheiro desta pessoa e; bolo de chocolate (que ela dividiu com Alexis, Cirie e Parvati). Prova de Imunidade: Os competidores devem arremessar pedras em uma placa de azulejo, uma vez que o azulejo for quebrado um pacote com peças de quebra-cabeça é liberado no chão. Os quatro primeiros participantes que quebrarem seus azulejos seguem para a segunda etapa da competição onde devem cavar a procura de uma chave para destrancar o pacote de peças. Com as peças livres, elas devem ser montadas para formar uma roda que deve ser encaixada em um eixo, servindo de alavanca para baixar duas tábuas de madeira. Os dois primeiros participantes que completarem a segunda rodada seguem para a rodada final onde devem usar as tábuas para cruzar uma ponte de cordas, na sequência devem atravessar por uma série de discos suspensos em cordas para conquistar a Imunidade Individual. - - Vencedor da Imunidade: Erik Depois do Conselho Tribal, Amanda estava furiosa por Parvati e Cirie não terem contado a ela sobre seu plano de se voltarem contra Ozzy. Parvati tentou arrumar a situação com James, mas seus esforços foram inúteis e James afirmou que não confiava mais em Parvati. Seus esforços também falharam com Amanda, todavia esta resolveu manter seu descontentamento e falta de confiança em Parvati e Cirie apenas para ela. Ao invés de uma Prova de Recompensa, o tradicional Leilão Survivor foi realizado. Um dos itens vendidos no leilão foi uma garrafa com uma nota dentro, anunciando que o comprador do item deveria enviar imediatamente alguém para a Ilha do Exílio e ficar com todo o dinheiro desta pessoa para ela. Natalie comprou este item e escolheu Jason para ir ao Exílio. Jeff anunciou que um novo Ídolo de Imunidade Escondido estava na Ilha do Exílio. No Exílio, Jason seguiu todas as pistas e localizou o Ídolo de Imunidade Escondido com sucesso. Enquanto Jason estava fora, as garotas planejavam enganá-lo no próximo Conselho Tribal. O plano consistia em Natalie fazer Jason acreditar que ela o havia enviado para o Exílio acreditando que ele fosse capaz de encontrar o Ídolo. Antes da próxima Prova de Imunidade Natalie pôs em prática o plano das garotas, contando a ele que James seria o próximo eliminado e Jason deveria fazer de tudo para impedi-lo de ganhar a imunidade. Em seu aniversário de 22 anos, Erik ganhou Imunidade Individual e, sem saber, colocou a segunda parte do plano das garotas em prática. De volta ao acampamento, as garotas vasculharam a mochila de Jason, a contra gosto de James e Erik, e encontraram o Ídolo de Imunidade escondido entre seus pertences. Natalie convenceu Jason de que eliminariam James no próximo Conselho e, finalmente, no Conselho Tribal, o plano das garotas se mostrou frutífero e Jason não usou seu Ídolo de Imunidade, sendo enganado e eliminado por 4-3-1 votos. | |                           |       |                         |
| 12 | I'm Gonna Fix Her!                                                                                     | James (removido) Alexis   | 12,53 | 1 de maio de 2008       |
| Prova de Recompensa: Os competidores devem responder, individual e privadamente, um questionário sobre seus companheiros de tribo. Na sequência, eles devem tentar adivinhar qual o nome mais recorrente nas respostas do grupo. Cada vez que um competidor acerta o nome mais votado, ganha o direito de cortar uma corda que suspende um peso sobre uma estatueta que representa um dos competidores. Após três cortes na corda, a estatueta é esmagada e o competidor representado por ela é eliminado da prova. O último competidor com alguma estatueta não esmagada ganha a recompensa. - Recompensa: Uma viagem até Jellyfish Lake onde pode nadar entre as águas-vivas ao lado de seus queridos, podendo escolher outros dois sobreviventes e seus queridos para participarem da viagem. - Vencedor da Recompensa: Alexis Prova de Imunidade: Os competidores devem, alternadamente, atirar em garrafas de saquê coloridas usando um rifle. O primeiro competidor que quebrar primeiro todas as três garrafas com a sua cor ganha imunidade. - - Vencedor da Imunidade: Erik Após o Conselho Tribal onde Jason foi eliminado, a equipe médica avaliou o dedo lesionado de James e comunicaram que ele seria reavaliado na manhã seguinte e caso a infecção aumentasse, tendo o risco de atingir a articulação acima, seria necessário intervenção medicamentosa ou até mesmo cirúrgica. Durante a noite, Alexis tropeçou e caiu, machucando seu tornozelo. A Prova de Recompensa teve a tradicional participação dos “queridos” dos sobreviventes e Jeff anunciou a volta da Ilha do Exílio e de um novo Ídolo de Imunidade Escondido. Alexis venceu o desafio e ganhou uma viagem até o "Jellyfish Lake", ela escolheu Cirie e seu marido e Natalie e sua mãe para participarem da viagem. Amanda se voluntariou para ir à Ilha do Exílio e Alexis fez sua vontade. Depois da prova, a equipe médica do programa reavaliou o dedo ferido de James e notou que a infecção estava se espalhando. Por orientação médica, James foi evacuado do jogo para poder receber tratamento medicamentoso. No Exílio, Amanda seguiu a nova série de pistas e descobriu que o Ídolo de Imunidade estava escondido enterrado debaixo da bandeira da tribo na praia do acampamento. Alexis, Natalie e Parvati discutiram o que fariam se Erik ganhasse mais uma Imunidade Individual. Natalie disse que gostaria que Amanda fosse eliminada por achar que ela tinha melhores chances com o júri, já Parvati ia contra a ideia, alegando não poder votar em Amanda por ambas terem uma longa aliança formada. Na Prova de Imunidade, Erik acabou com as esperanças das garotas em eliminá-lo, ao vencer mais uma Imunidade Individual consecutiva. De volta ao acampamento, Amanda disse a sua tribo que não havia encontrado o Ídolo de Imunidade Escondido e para provar, mostrou todas as suas coisas que estavam dentro da sacola. Amanda contou para Parvati que as pistas na Ilha do Exílio diziam que o Ídolo de Imunidade estava escondido no acampamento e pediu ajuda de Parvati para encontrá-lo. Todos, abertamente, confessaram que votariam em Amanda, preocupados com as chances de ela conseguir a maioria dos votos do júri, uma vez que ela, até então, não tinha inimigos no júri. Amanda e Parvati tentaram convencer Erik a se aliar com elas, devolvendo o favor de quando elas eliminaram Ami e o mantiveram em seu lugar. Erik recusou a proposta. No Conselho Tribal, James chocou todos ao aparecer com uma infusão endovenosa para tratamento de sua infecção e continuar na competição como membro do júri. Alexis, Cirie, Erik e Natalie abertamente disseram que iriam votar em Amanda, mas os três Fãs receberam o segundo choque da noite quando Amanda apresentou e usou o Ídolo de Imunidade Escondido. Amanda disse que quando chegou ao acampamento e disse que não tinha o Ídolo, ela realmente não o tinha na ocasião. Ela anulou todos os votos contra ela, de forma que Alexis foi enganada e eliminada com 2-0 votos. | |                           |       |                         |
| 13 | If It Smells Like a Rat, Give It Cheese (Se Cheira Como Um Rato, Dê-lhe Queijo)                        | Erik                      | 11,98 | 8 de maio de 2008       |
| Prova de Recompensa: Os competidores devem responder perguntas sobre momentos marcantes das temporadas anteriores de Survivor. A primeira pessoa que responder corretamente quatro perguntas ganha a recompensa. - Recompensa: Uma viagem de helicóptero sobre as Rock Islands e um pernoite em um resort local. - Vencedor da Recompensa: Erik Prova de Imunidade: Neste desafio os competidores competem em três grandes poços de areia rodeados por sinais que simbolizam coordenadas. Cada competidor começa com um par de cordas e uma sequência de coordenadas. As cordas devem ser cruzadas entre as coordenadas de modo que formem um ponto de interseção dentro do círculo. Se cruzadas corretamente o ponto de interseção, após cavado, revela um saco com peças de quebra-cabeça. Com as peças o competidor deve retornar até sua mesa tabuleiro e resolver o quebra-cabeça que revelará uma nova sequência de coordenadas a serem usadas no segundo poço de areia. O processo deve ser repetido até que a bolsa final com peças de quebra-cabeça seja localizada no último poço de areia. O primeiro competidor que completar corretamente o último quebra-cabeça ganha imunidade. - - - Vencedor da Imunidade: Erik Após retornarem do Conselho Tribal, Erik e Natalie arquitetaram seus próximos movimentos para permanecerem no jogo, com um deles ficando com a responsabilidade de vencer o próximo desafio por recompensa e enviar o outro para a Ilha do Exílio para procurar pelo Ídolo de Imunidade Escondido. Amanda e Cirie reconfirmaram sua aliança com Parvati para as três seguirem juntas para o top 3. Elas arquitetaram tentar manipular Erik para que ele enviasse Parvati para a Ilha do Exílio em troca dos favores e demonstração de lealdade mostrada por Amanda ainda na fase tribal, quando ela ajudou os Favoritos a eliminarem Ami e mantiveram Erik em seu lugar. Esse movimento preveniria que Erik ou Natalie encontrassem o Ídolo de Imunidade Escondido, fazendo uma delas vulneráveis no próximo Conselho Tribal. Erik venceu a Prova de Recompensa e escolheu Amanda para desfrutar da recompensa com ele e enviou Parvati para o Exílio. De volta ao acampamento, Natalie sentiu-se traída por Erik e abriu seus sentimentos para Cirie. Na Prova de Imunidade, Erik facilmente venceu, acabando novamente com as esperanças das mulheres em tirá-lo do jogo. Posteriormente, Erik revelou à Cirie suas intenções de seguir com ela e Parvati para entre os três finalistas da competição, Natalie estava próxima do local onde os dois conversavam e sorrateiramente ouviu a conversa. Natalie expôs isso para as outras garotas e Cirie sugeriu que Natalie tentasse convencer Erik a lhe dar a Imunidade Individual argumentando que desta forma Erik se redimiria em frente ao júri e que Cirie e Natalie concordariam em votar junto com ele em Amanda para eliminá-la, mas somente fariam isso se ele concordasse salvar Natalie. No Conselho Tribal, o plano deu certo e Erik entregou o colar de Imunidade Individual para Natalie, na esperança que Cirie e Natalie cumprissem sua parte. Entretanto, Erik foi enganado e eliminado com 4-1 votos. O júri ficou chocado com esse movimento, onde James exclamou que depois desta votação ele não o dono do título de “jogador mais burro da história do Survivor” (James havia sido eliminado em Survivor: China de posse de dois Ídolos de Imunidade). | |                           |       |                         |
| 14 | Stir the Pot!                                                                                          | Natalie Cirie             | 12,92 | 11 de maio de 2008      |
| Prova de Imunidade: Para esta prova as competidoras iniciam no topo de um pilar com 6 metros de altura sobre a água. Elas devem descer um balde vazado preso a uma corda até a água para recolhê-la e usar esta água para encher um tubo de bambu. A medida que a água preenche o tubo de bambu faz com que um molho de chaves suba até próximo ao topo do pilar. De posse das chaves, as competidoras devem pular de seus pilares e nadar até a praia onde uma das chaves servirá para abrir um cofre que 16 degraus que devem ser usados para construir uma escada até o topo de uma plataforma construída na praia. Cada degrau possui uma forma específica que só pode ser encaixado em uma única posição na escada que será formada. A primeira pessoa que completar corretamente sua escada, subir a plataforma e içar sua bandeira ganha a imunidade. - - Vencedor da Imunidade: Amanda Após retornarem do Conselho Tribal, as garotas celebraram seu sucesso por conseguirem eliminar todos os homens do jogo. Na Prova de Imunidade, Natalie rapidamente conquistou uma ampla liderança nas etapas iniciais do desafio, mas foi sobrepujada por Amanda que, na montagem do quebra-cabeça, virou o jogo e ganhou a imunidade. Sem a imunidade, Natalie tentou quebrar a aliança de Amanda, Cirie e Parvati. Durante o Conselho Tribal, Jeff anunciou que ao invés de uma final tripla, nesta temporada, elas disputariam uma final dupla. Na votação a aliança das Favoritas se mostrou unida e eliminou a última Fã remanescente: Natalie que se tornou membro do júri com 3-1 votos. Prova de Imunidade:Cada competidora tem um cilindro longo de madeira que foi cortado em vários segmentos de tamanhos diferentes. No segmento central existe uma fenda onde se aloja uma pequena bola de metal. As competidoras devem segurar os segmentos de madeira equilibrando-os presos entre as duas mãos. A cada cinco minutos, uma nova rodada começa, onde dois novos segmentos de madeira devem ser adicionais ao(s) segmento(s) prévio(s) e equilibrados entre as duas mãos. Após o cilindro se completar com nove segmentos, a última rodada tem início, ganha a imunidade a competidora que conseguir equilibrar por mais tempo a bola de metal na fenda do segmento central. - - Vencedor da Imunidade: Amanda Depois do Conselho Tribal onde Natalie foi eliminada, Amanda e Cirie continuaram sua discussão sobre Cirie sentir-se que era o elemento mais descartável de cada aliança em que ela estava inserida. Após isso, as três competidoras celebraram o fato de terem conseguido alcançar o top 3 do jogo como elas inicialmente haviam planejado. A alegria das garotas foi interrompida quando, no dia 38, elas confirmaram que as declarações de Jeff sobre uma final dupla eram reais e elas deveriam se dirigir ao último desafio por imunidade após a tradicional jornada em honra à memória dos competidores eliminados previamente no jogo. A decisão da última imunidade ficou entre Amanda e Cirie, onde Amanda venceu a enfermeira. No acampamento, Cirie tentou convencer Amanda de que ela deveria mantê-la e seguirem juntas para o Conselho Tribal Final, mas Amanda optou por sua aliança formada no dia 1 do jogo com Parvati e votou para que Cirie fosse eliminada e se tornasse o último membro do júri. De volta ao acampamento, Amanda e Parvati celebraram por conseguirem chegar à final e comemoraram com o tradicional banquete dos finalistas e, após isso, queimaram o acampamento. No Conselho Tribal Final, Amanda iniciou seu discurso de abertura tentando persuadir o júri a votar nela enfatizando sua lealdade às alianças construídas durante o jogo. Já Parvati enfatizou seu jogo e estratégias agressivas. Após os discursos de abertura, os membros do júri tiveram a oportunidade de fazer suas considerações e questionamentos às duas finalistas. Eliza parabenizou as garotas pelo seu jogo estratégico, mas criticou Parvati por atitudes que a caracterizavam com má e Amanda por ser superficial. Jason perguntou se, quando eles eliminaram Ozzy, Amanda tivesse sido envolvida na estratégia ela teria contato os planos para Ozzy, para o qual Amanda respondeu que teria contado. Para Parvati, Jason pediu que ela ressaltasse algumas de suas boas qualidades durante o jogo, já que ele apenas a via como uma pessoa manipuladora. Alexis, se referindo à aliança de garotas formada pelas finalistas, perguntou à Parvati o que fazia dela uma modelo melhor do que Amanda para as garotas que assistem ao programa. Alexis terminou perguntando para Amanda qual parte de seu jogo tinha sido realmente genuína. Natalie fez à Parvati uma pergunta confusa sobre como Parvati traduzia sua estratégia de flerte em sua vida íntima, e para Amanda ela perguntou se sua estratégia “era manter seu olhar apático, ser a garota bonita, sem saber o que acontece ao seu redor, o clichê de rainha de beleza”. Erik começou com Amanda, dizendo que havia se sentido julgado por ela nos últimos Conselhos Tribais de que havia participado antes de ser eliminado e quis saber dela com base em que ela o julgava. Erik não teve perguntas para Parvati. James não perguntou nada para Amanda, mas questionou Parvati sobre as explicações que ela tentou dar à James logo após a eliminação de Ozzy. Cirie perguntou para Amanda porque Parvati merecia o prêmio de um milhão de dólares mais que Cirie e perguntou para Parvati porque ela deveria estar na final em seu lugar. Ozzy foi o último membro do júri a fazer suas considerações, ele demonstrou seu ressentimento por Parvati ter aberto mão de sua amizade pelo prêmio do programa e por ter tirado dele a oportunidade de ficar mais 14 dias ao lado de Amanda, e na sequência declarou estar se apaixonando por Amanda. | |                           |       |                         |
| 15 | The Reunion (A Reunião)                                                                                | Parvati Amanda            | 10,84 | 11 de maio de 2008      |
| Na final, ao vivo, transmitida diretamente de Hollywood, Jeff anunciou que Parvati se tornou a vencedora de Survivor: Micronésia com 5-3 votos. | |                           |       |                         |

*O nome grafado em vermelho indica que o competidor foi o vencedor da temporada e, portanto, não foi eliminado. Os nomes grafados em verde  indicam que os competidores foram, respectivamente, o segundo e terceiro colocados e, portanto, não foram eliminados.

## Histórico de votação
|             | Tribos Originais | Tribos Originais | Tribos Originais  | Tribos Originais  | Tribos Misturadas | Tribos Misturadas    | Tribos Misturadas | Tribos Misturadas | Tribos Misturadas | Tribos Misturadas | Tribo Pós-Fusão  | Tribo Pós-Fusão | Tribo Pós-Fusão | Tribo Pós-Fusão   | Tribo Pós-Fusão    | Tribo Pós-Fusão | Tribo Pós-Fusão   | Tribo Pós-Fusão | Tribo Pós-Fusão  | Tribo Pós-Fusão   |
| ----------- | ---------------- | ---------------- | ----------------- | ----------------- | ----------------- | -------------------- | ----------------- | ----------------- | ----------------- | ----------------- | ---------------- | --------------- | --------------- | ----------------- | ------------------ | --------------- | ----------------- | --------------- | ---------------- | ----------------- |
| Episódio #: | 1                | 2                | 3                 | 4                 | 5                 | 6                    | 6                 | 7                 | 7                 | 8                 | 9                | 10              | 11              | 12                | 12                 | 13              | 14                | 14              | Reunião          | Reunião           |
| Eliminado:  | Jon 9/10 votos   | Mary 6/10 votos  | Yau-Man 6/9 votos | Mikey B 6/9 votos | Joel 6/8 votos    | Jonathan sem votos10 | Chet 5/7 votos    | Kathy sem votos11 | Tracy 5/6 votos   | Ami 4/5 votos     | Eliza 8/10 votos | Ozzy 5/9 votos  | Jason 4/8 votos | James sem votos12 | Alexis 2/2 votos13 | Erik 4/5 votos  | Natalie 3/4 votos | Cirie 1 voto    | Amanda 3/8 votos | Parvati 5/8 votos |
| Competidor  | Votos            | Votos            | Votos             | Votos             | Votos             | Votos                | Votos             | Votos             | Votos             | Votos             | Votos            | Votos           | Votos           | Votos             | Votos              | Votos           | Votos             | Votos           | Votos            | Votos             |
| Parvati     | Jon              |                  | Yau-Man           |                   |                   |                      |                   |                   |                   |                   | Eliza            | Ozzy            | Jason           |                   | Alexis             | Erik            | Natalie           |                 | Votos do Júri    | Votos do Júri     |
| Amanda      | Jon              |                  | Yau-Man           |                   | Joel              |                      | Chet              |                   | Tracy             | Ami               | Eliza            | Jason           | Jason           |                   | Alexis             | Erik            | Natalie           | Cirie           | Votos do Júri    | Votos do Júri     |
| Cirie       | Jon              |                  | Yau-Man           |                   | Joel              |                      | Chet              |                   | Tracy             | Ami               | Eliza            | Ozzy            | Jason           |                   | Amanda             | Erik            | Natalie           |                 |                  | Parvati           |
| Natalie     |                  | Mary             |                   | Mikey B           |                   |                      |                   |                   |                   |                   | Eliza            | Ozzy            | James           |                   | Amanda             | Erik            | Cirie             |                 |                  | Parvati           |
| Erik        |                  | Mary             |                   | Mikey B           | Chet              |                      | Chet              |                   | Tracy             | Ami               | Eliza            | Jason           | Jason           |                   | Amanda             | Parvati         |                   | Amanda          |                  |                   |
| Alexis      |                  | Mary             |                   | Chet              |                   |                      |                   |                   |                   |                   | Eliza            | Ozzy            | James           |                   | Amanda             |                 |                   | Parvati         |                  |                   |
| James       | Jon              |                  | Yau-Man           |                   |                   |                      |                   |                   |                   |                   | Eliza            | Jason           | Parvati         |                   |                    | Amanda          |                   |                 |                  |                   |
| Jason       |                  | Chet             |                   | Chet              |                   |                      |                   |                   |                   |                   | Ozzy             | Ozzy            | James           |                   |                    | Parvati         |                   |                 |                  |                   |
| Ozzy        | Jon              |                  | Yau-Man           |                   | Joel              |                      | Chet              |                   | Tracy             | Ami               | Eliza            | Jason           |                 | Amanda            |                    |                 |                   |                 |                  |                   |
| Eliza       | Jon              |                  | Yau-Man           |                   |                   |                      |                   |                   |                   |                   | Ozzy             |                 |                 | Parvati           |                    |                 |                   |                 |                  |                   |
| Ami         | Jon              |                  | Cirie             |                   | Joel              |                      | Chet              |                   | Tracy             | Erik              |                  |                 |                 |                   |                    |                 |                   |                 |                  |                   |
| Tracy       |                  | Mary             |                   | Mikey B           | Joel              |                      | Erik              |                   | Ozzy              |                   |                  |                 |                 |                   |                    |                 |                   |                 |                  |                   |
| Kathy       |                  | Mary             |                   | Mikey B           |                   |                      |                   |                   |                   |                   |                  |                 |                 |                   |                    |                 |                   |                 |                  |                   |
| Chet        |                  | Mary             |                   | Mikey B           | Joel              |                      | Erik              |                   |                   |                   |                  |                 |                 |                   |                    |                 |                   |                 |                  |                   |
| Jonathan    | Jon              |                  | Parvati           |                   |                   |                      |                   |                   |                   |                   |                  |                 |                 |                   |                    |                 |                   |                 |                  |                   |
| Joel        |                  | Tracy            |                   | Mikey B           | Chet              |                      |                   |                   |                   |                   |                  |                 |                 |                   |                    |                 |                   |                 |                  |                   |
| Mikey B     |                  | Chet             |                   | Chet              |                   |                      |                   |                   |                   |                   |                  |                 |                 |                   |                    |                 |                   |                 |                  |                   |
| Yau-Man     | Jon              |                  | Parvati           |                   |                   |                      |                   |                   |                   |                   |                  |                 |                 |                   |                    |                 |                   |                 |                  |                   |
| Mary        |                  | Tracy            |                   |                   |                   |                      |                   |                   |                   |                   |                  |                 |                 |                   |                    |                 |                   |                 |                  |                   |
| Jon         | Ozzy             |                  |                   |                   |                   |                      |                   |                   |                   |                   |                  |                 |                 |                   |                    |                 |                   |                 |                  |                   |

↑10  Jonathan foi evacuado sem votos por razões médicas.
↑11  Kathy desistiu do reality show.
↑12  James foi evacuado sem votos por razões médicas.
↑13  Amanda usou o Ídolo de Imunidade Escondido, anulando os votos direcionados a ela.